# Joseph Bernhard August Gebel
Joseph Bernhard August Gebel (geb. 19. März 1772 in Reichenbach, Kreis Reichenbach (Eulengebirge), Fürstentum Schweidnitz; gest. 8. März 1860 in Glogau, Landkreis Glogau, Provinz Schlesien) war ein deutscher Arzt, Gutsbesitzer, Medizinalrat, preußischer Landesdirektor und Landrat.

## Leben
Joseph Bernhard August Gebel wurde 1772 als Sohn eines Ackerbürgers in Reichenbach in Schlesien geboren. 1794 wurde er in Frankfurt (Oder) Doktor und praktizierte dann in Frankenstein. 1797 wurde er zum Kreisphysikus und 1804 zum Medizinalrat befördert. Von 1809 bis 1813 amtierte er als erster nichtadeliger Landrat im Kreis Jauer. Im Zeitraum von Ende März 1813 bis März 1816 war er Landesdirektor im III. Elbe-Departement zu Erfurt. Vom 1. April 1816 bis 1826 war er als königlich preußischer Regierungsdirektor in Erfurt tätig. Am 1. Januar 1826 nahm er seinen Abschied und lebte auf seinem Rittergut Peterwitz bei Jauer.

## Ergänzendes
Während der Befreiungskriege unterstützte Gebel die Armenfürsorge und die Armeeversorgung und suchte ferner nach Möglichkeiten das preußische Gesundheitssystem zu reformieren. Am 19. Oktober 1807 übergab er dem geheimen Kabinettsrat und späteren Minister Beyme eine Denkschrift, die den Titel Ideen zur Organisation Preussens mit Bezug auf die jetzigen neuen Einrichtigen trug.

## Mitgliedschaften
- August Gebel war Stuhlmeister der Freimaurerloge Carl zu den drei Adlern in Erfurt.[4]

## Publikationen
- Bemerkungen über die Blatternepidemie zu Frankenstein im Jahre 1799, Zadig und Friese’s Archiv der Heilkunde für Schlesien, 1801
- Actenstücke, die Möglichkeit der gänzlichen Blatternausrottung und Verbesserung der Medicinal-Anstalten in den preuss. Staaten betreffend, Breslau, 1802
- Bruchstücke über ansteckende Krankheiten und das gelbe Fieber, Verlag: F. Nicolai, Berlin & Stettin, 1805 OCLC 52424467
- Lähmung der Urinblase, durch Galvanismus geheilt, Loder’s Journal, 1806
- Aphorismen über die Brechruhr, Liegnitz, 1831
- Vorbeugung und sonstige polizeiliche Massregeln, Liegnitz, 1831
- Ueber Theorie und Praxis, Breslau, 1834